# Auer Tageblatt
Das Auer Tageblatt war eine im 20. Jahrhundert in der sächsischen Erzgebirgsstadt Aue erschienene deutsche Tageszeitung, zeitweilig auch eine Wochenzeitung, später auch ein Anzeigenblatt mit amtlichen Bekanntmachungen.

## Geschichte

### Auer Tageblatt. Anzeiger für das Erzgebirge
Unterstützt von dem in Aue ansässigen Unternehmer Curt Bauer gründete der kaufmännische Angestellte Friedrich Paul Selbmann (1878–1954) zur Zeit des Deutschen Kaiserreichs im Jahr 1906 das Auer Tageblatt. Anzeiger für das Erzgebirge, eine liberale Tageszeitung, die dem konservativen Erzgebirgischen Volksfreund erfolgreich Konkurrenz machte und dem Selbmann bis 1937 als Schriftleiter vorstand. Von 1908 an erschien das Auer Tageblatt in dem ebenfalls von Selbmann gegründeten Unternehmen Auer Druck- und Verlagsgesellschaft mbH. Bis zum 8. September 1908 wurde das Auer Tageblatt. Anzeiger für das Erzgebirge zuvor von der Firma Gebrüder Beuthner (Inhaber: Paul Beuthner) verlegt.
Zur Zeit der Weimarer Republik hatte die Zeitung zugleich die Funktion eines Amtsblattes, die aber 1928 aus politischen Gründen entzogen wurde. Im Jahr der Machtergreifung durch die Nationalsozialisten musste die ehemalige Tageszeitung auf eine Wochenzeitung umgestellt werden, bis sie 1937 aus politischen Gründen vollständig verboten wurde.

### Das Auer Tageblatt ab 1990
Ab 1990 erschien das Auer Tageblatt zunächst in der Auer Druck und Verlag Aue Paul Selbmann GmbH. Ab 1991 erschien das Blatt unter dem veränderten Titel Auer Tageblatt. Wochenanzeiger für die Kreisstadt & Bernsbach, Bockau, Lauter … mit öffentlichen Bekanntmachungen der Stadt Aue. Es wurde von der WVD-Repräsentanz Aue bis 1995 herausgegeben und dann eingestellt.